# Vaso canópico

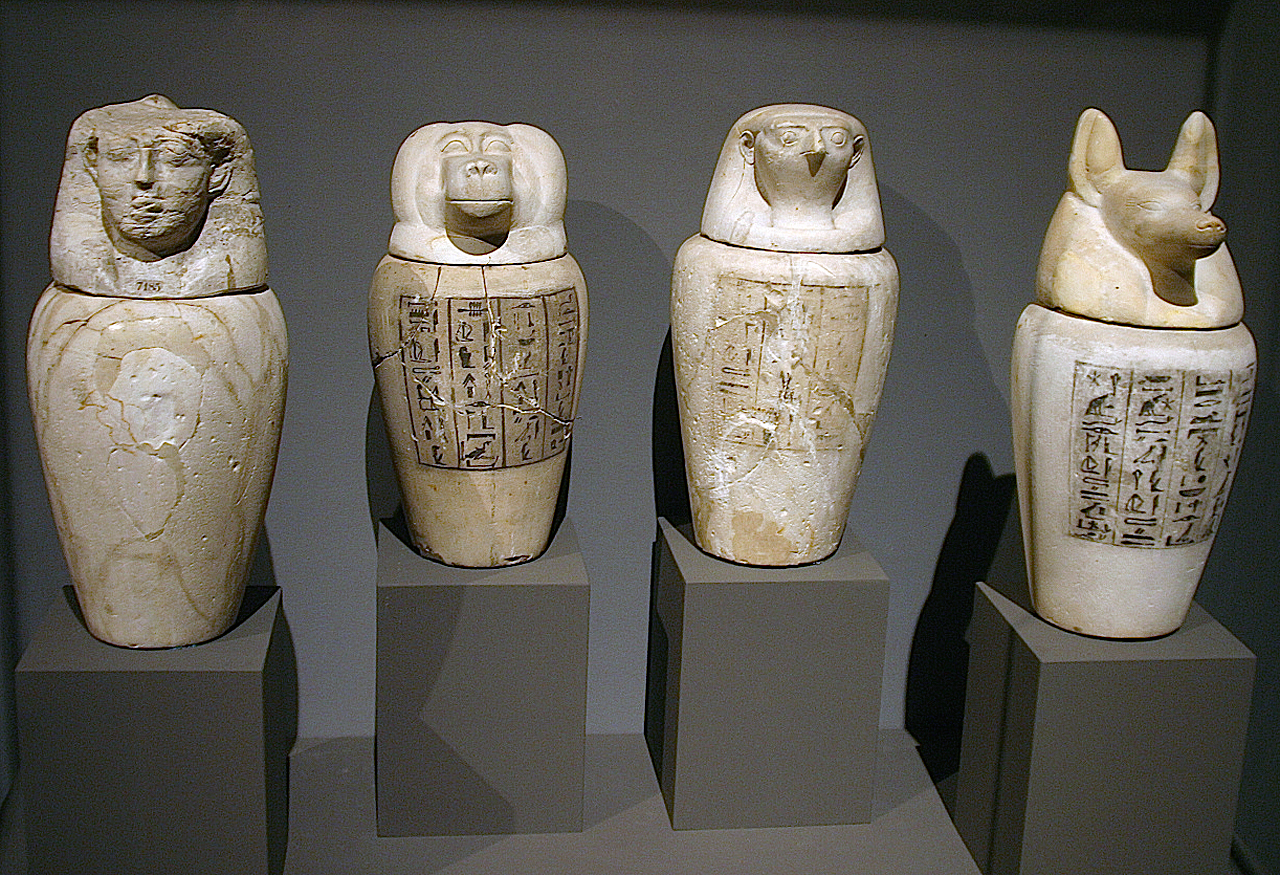
Vasos canópicos da XIX Dinastia. Museu Egípcio de Berlim

Vaso canópico era um recipiente utilizado no Antigo Egito para colocar órgãos retirados do morto durante o processo de mumificação. A forma destes recipientes variou ao longo da história do Antigo Egito, bem como os materiais em que estes foram feitos, que incluíram a madeira, a pedra, o barro e o alabastro. 
Os Vasos canópicos ou canopos foram utilizados pelos antigos egípcios para colocar os membros dos faraós e eram objetos fundamentais para a evisceração, um dos processos da mumificação.

## Origem do termo
Canopo era nome de uma cidade costeira egípcia localizada na região do Delta do Nilo, perto da atual cidade de Alexandria. Era também o nome de um piloto de Menelau, que teria sido enterrado nesta cidade, onde foi adorado como divindade representada como um vaso com cabeça humana. Quando os primeiros egiptólogos começaram a desenvolver o seu trabalho, eles denominavam qualquer vaso que tivesse uma forma humana como "canopo", acreditando que seria a confirmação da lenda grega.

## História
Os primeiros recipientes usados com o objeto de guardar as vísceras eram feitos de madeira e de alabastro, possuindo a forma de um cofre. O mais antigo que se conhece é um cofre em alabastro que pertenceu à mãe do faraó Khufu (Quéops), a rainha Heteferés I (IV Dinastia), apresentando quatro compartimentos. Os quatro vasos separados surgiram no tempo de Miquerinos.
No começo do Reino Novo eram decorados com a imagem idealizada do defunto. Na parte final do Império Novo começaram a representar-se nas tampas as cabeças de um homem, de um babuíno, de um chacal e de um falcão.

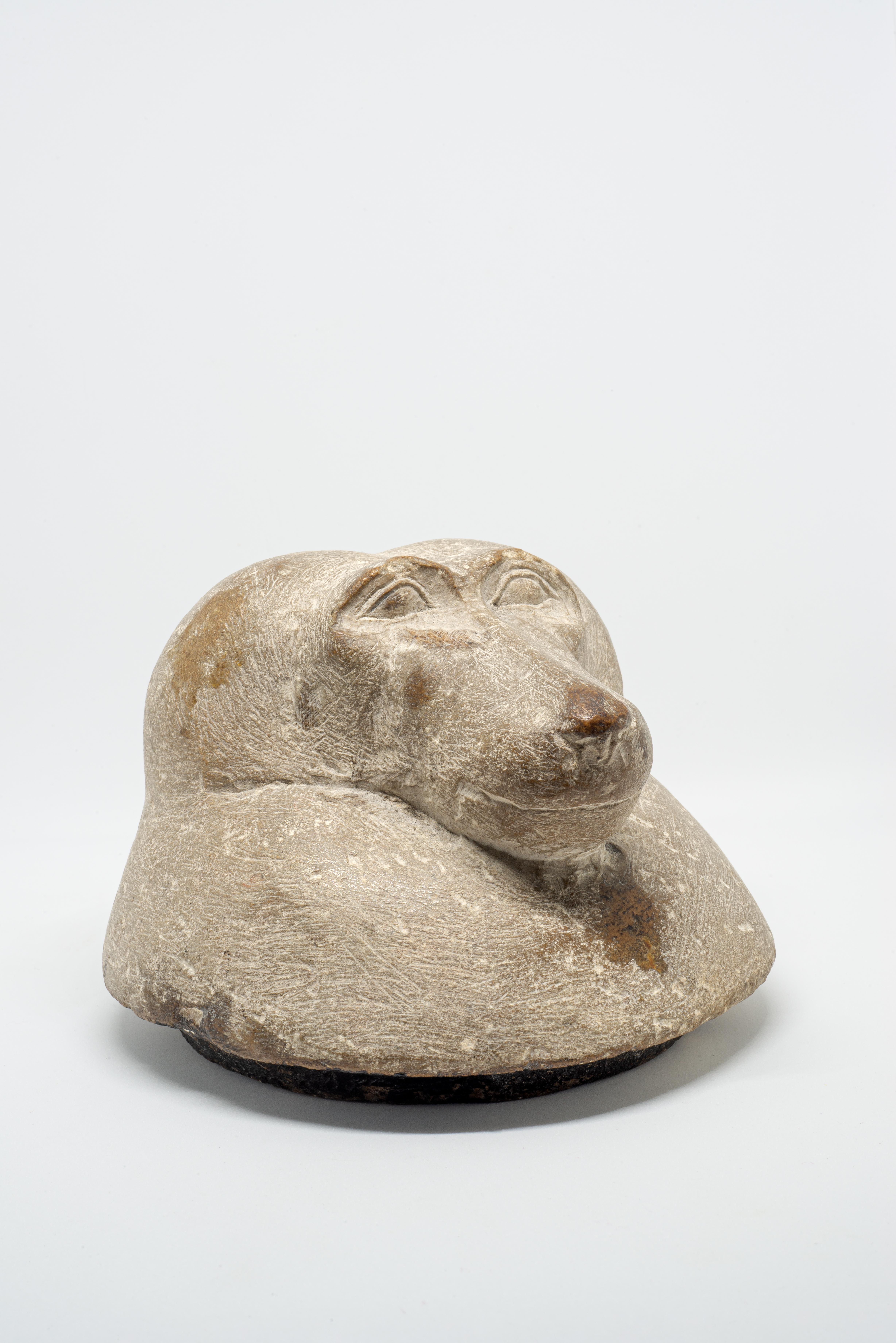
Tampa de canopo com cabeça de Hapi, Casa Museu Eva Klabin

Os vasos canópicos possuíam duas estruturas fundamentais: o vaso propriamente dito e a tampa. A Casa Museu Eva Klabin possui em seu acervo uma tampa de canopo com cabeça de babuíno, atribuída ao deus Hapi, que continha os pulmões sobre a proteção da deusa Néftis. 
Na Época Saíta, os vasos deixaram de ser usados para colocar órgãos, sendo maciços.
Os Egípcios acreditam que a preservação desses órgãos era fundamental para assegurar uma vida no Além. 

## Simbologia
Na versão "clássica" dos vasos canópicos (versão em que cada tampa apresenta as cabeças esculpidas dos animais e a cabeça esculpida de um homem) cada um dos vasos era identificado com uma divindade, conhecidas como Filhos de Hórus: Imseti, Hapi, Duamutef e Kebehsenuef.
Acreditava-se que cada um destes filhos de Hórus protegia um órgão, que eram respectivamente o fígado, os pulmões, o estômago e os intestinos. Os vasos eram colocados nos túmulos orientados para cada um dos pontos cardeais, sendo cada um deles associados a uma deusa tutelar: Ísis, Néftis, Neite e Sélquis.
A informação anterior pode ser resumida no seguinte quadro:
| Filho de Hórus | Cabeça  | Órgão      | Ponto cardeal | Deusa tutelar | Fonte(s)                |
| -------------- | ------- | ---------- | ------------- | ------------- | ----------------------- |
| Imseti         | Homem   | Fígado     | Sul           | Ísis          | [ 1 ] [ 4 ] [ 6 ] [ 5 ] |
| Hapi           | Babuíno | Pulmões    | Norte         | Néftis        | [ 1 ] [ 4 ] [ 6 ] [ 5 ] |
| Duamutef       | Chacal  | Estômago   | Leste         | Neit          | [ 1 ] [ 4 ] [ 6 ] [ 5 ] |
| Kebehsenuef    | Falcão  | Intestinos | Oeste         | Serket        | [ 1 ] [ 4 ] [ 6 ] [ 5 ] |